# Streptoechites chinensis
Streptoechites chinensis är en oleanderväxtart som först beskrevs av Elmer Drew Merrill, och fick sitt nu gällande namn av D.J.Middleton och Livsh.. Streptoechites chinensis ingår i släktet Streptoechites och familjen oleanderväxter. Inga underarter finns listade i Catalogue of Life.